# Karma Pakshi
Karma Pakshi (1204 - 1283) was de tweede gyalwa karmapa, hoofd van de kagyüschool van het Tibetaans boeddhisme.

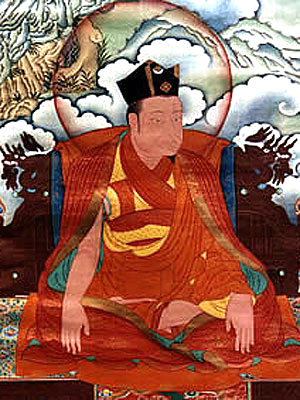
Mandala van Karma Pakshi

## Tulku
Karma Pashi wordt in veel literatuur benoemd als de eerste lama, die bewust reïncarneerde. Hij zou daarmee de eerste tulku in de geschiedenis van het Tibetaans boeddhisme zijn. 
Tibetologisch onderzoek in het eerste decennium van de 21e eeuw heeft echter aangetoond, dat er in de 13e eeuw al aanzienlijk meer individuen als tulku's werden beschouwd.
De eerste tulku's worden al in de tweede helft van de 12e eeuw aangetroffen in de toenmalige Kadamtraditie. Het gaat dan bijvoorbeeld om de tantrische meester Chökyi Gyalpo ( 1069- 1144) die de reïncarnatie was van Naktso en de Kadammeester Gyer Zhonu, de reïncarnatie van Zhonnu U (1075 - 1138). Zhonno U was in die periode verreweg de belangrijkste leraar van de Kadam.

## Politieke achtergrond
Vanaf het midden van de 13e eeuw had Möngke Tibet onderdeel gemaakt  van het Mongoolse rijk. Dat zou uiteindelijk leiden tot een vorm van alliantie van de Mongoolse heersers met de sakyatraditie, die in opdracht en onder mandaat van de Mongoolse keizer Tibet zou besturen.
Maar zowel voor als tijdens die periode bleven  diverse Tibetaanse stromingen en tradities  om gunsten en voorrechten concurreren bij de belangrijkste facties aan het Mongoolse hof en bij leden van de Mongoolse koninklijke familie.
In 1256 reist Karma Pakshi naar het kamp van Möngke om deel te nemen aan debatten met Chinese taoïsten, nestorianen en mogelijk westerse katholieken. In zijn autobiografie schrijft  hij met instemming over een keizerlijk edict, dat " iedereen vooral de gebeden en voorschriften van zijn eigen religie dient te volgen".
Het jaar daarvoor 1255 was Karma Pakshi aanwezig in het kamp van Koeblai Khan toen nog gouverneur. Hij schijnt daar op nogal abrupte wijze zijn te zijn vertrokken en daarmee nogal wat ongenoegen bij Koeblai Khan te hebben veroorzaakt.
In augustus 1259 overleed Möngke. Zowel Koeblai Khan als zijn jongere broer   Ariq Boke lieten  zich op een khuriltai tot khagan uitroepen. De oorlog duurde vier jaar en eindigde met de overgave van Ariq Boke.
In 1261 benoemde Koeblai Khan Phagspa van de sakyatraditie tot Nationaal Leermeester, een titel die aangeeft dat Koeblai Khan Phagspa een zekere autoriteit verschaft over de totale boeddhistische gemeenschap.
Later in dat jaar werd Karma Pakshi gearresteerd. De beschuldiging luidde, dat hij het belang van Arig Boke actief ondersteunt. 
(Een hagiografie van Karma Pakshi meldt dat Karma Pakshi tot de brandstapel zou zijn veroordeeld. Karma Pakshi zou enkele dagen in het vuur hebben gestaan, maar het vuur had  geen enkel effect op hem. )
Karma Pakshi werd feitelijk verbannen naar Yunnan. Die ballingschap duurt negen  jaar. Kort na 1270  kon hij terugkeren naar Tibet. De belangrijkste machtsposities binnen het Tibetaans boeddhisme waren echter in die tijd al in handen van sakya.
- Gemeinsame Normdatei: 1013632958
- International Standard Name Identifier: 0000 0001 2276 3621
- Library of Congress Control Number: n80028852
- Nationale Bibliotheek van Israël: 987012469216005171
- Nationale Bibliotheek van Polen: a0000002424860
- Virtual International Authority File: 11139081
- WorldCat: E39PBJbGQ6DbfhQ4WQPFF4gVG3